# Чугуївська правозахисна група

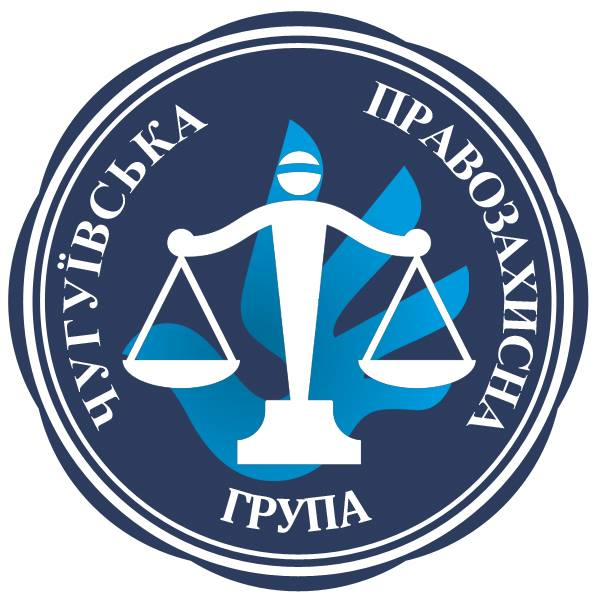
Лого ЧПГ

«Чугуївська правозахисна група» (ЧПГ) — міськрайонна громадська організація, що була зареєстрована як окрема юридична особа в квітні 2011 року, хоча відома як правозахисна група у м. Чугуєві Харківської області ще з 2006 року.
Метою діяльності ЧПГ є дотримання в Україні прав людини і громадянина, які проголошені міжнародними угодами і закріплені в Конституції України. Група створена, щоб надавати допомогу особам, чиї права та основні свободи порушені, незалежно від громадянства, статі, національності, віросповідання, політичних та інших переконань та місця проживання.
Засновником ЧПГ є Роман Лихачов — адвокат, член Харківської правозахисної групи, Центру правових та політичних досліджень «ДУМА», Асоціації правників України, співавтор підручника з правознавства для школярів. Він входить до складу Громадської ради при ГУ Національної поліції в Харківській області, Антикорупційного комітету при Луганській обласній державній адміністрації та Ради по боротьбі зі злочинністю, корупцією та захисту прав і законних інтересів громадян при виконавчому комітеті Чугуївської міської ради.
Сьогодні до складу Чугуївської правозахисної групи входять близько 30 осіб — юристи, волонтери, журналісти, історики, психологи, філологи, викладачі та студенти. Організація має свої офіси у Харкові, Чугуєві, Балаклеї, Ізюмі, Куп'янську, Печенігах Харківської області та у Бахмуті Донецької області.

## Напрямки роботи
ЧПГ одночасно веде роботу в 3-х напрямках:
– Допомога особам, чиї права порушені, громадські розслідування фактів порушення прав людини.
– Правове просвітництво, пропаганда правозахисних ідей через публічні заходи і видавничу діяльність.
– Аналіз дотримання прав людини в Україні (насамперед, щодо громадянських прав та свобод).
У 2011 році розпочато діяльність з надання юридичної допомоги малозабезпеченим громадянам. З травня 2011 робота за скаргами на порушення прав стала систематичною. З цього приводу ЧПГ звертається до місцевих і центральних органів влади, залучає до співпраці високопрофесійних правознавців і адвокатів. Члени Чугуївської правозахисної групи беруть участь у судових процесах як громадські захисники.
Також експерти ЧПГ виступають лекторами та тренерами в численних семінарах з прав людини.
З 2011 року Чугуївська правозахисна група почала проводити моніторинг ключових прав людини. Відстежуються порушення свободи слова та доступу до інформації, інших громадянських прав і свобод, проводяться громадські розслідування цих порушень.
З липня 2012 року на базі Чугуївської правозахисної групи працює «Центр правової інформації та консультацій» (з 2015 року - Чугуївський офіс «Мережі правового розвитку»).
ЧПГ активно долучилася до надання допомоги внутрішньо переміщеним особам. З 2015 року на базі організації діє Центр підтримки та консультацій для вимушених переселенців «Станція Чугуїв».

## Результати та досягнення
ЧПГ розробила й 2 правових буклети, випущені в рамках програмної ініціативи «Права людини і правосуддя» Міжнародного фонду «Відродження»: «Правовий статус осіб, засуджених до покарання, не пов'язаного з позбавленням волі» та «Поради забудовникам житла».
Одна з правових перемог, здобутих ЧПГ, включена до другого видання книги «Судові справи, які змінюють Україну», виданої Українською Гельсінською спілкою з прав людини. До книги потрапила «Справа харківських селян: вісім років на прив'язі», яку вів Центр правової інформації та консультацій ЧПГ та адвокат Роман Лихачов, який взявся супроводжувати справу на принципах Pro bono.
Чугуївська правозахисна група постійно захищає ключові права людини шляхом подання позовних заяв та відстоювання інтересів в судових установах.
Наприкінці 2015 року розпочато випуск бюлетеню ЧПГ «ПОЗИЦІЯ. Права вимушених переселенців».
Організацією створено та підтримуються Інтернет-сайти «Захист прав вимушених переселенців» та «Мережа антикорупційних центрів».
Також члени ЧПГ є постійними авторами порталу ХПГ «Права людини в Україні» та порталу «Правовий простір».
Крім того, налагоджена співпраця між Чугуївської правозахисною групою та організаціями, які є членами УГСПЛ, зокрема з Чернігівським громадським комітетом захисту прав людини, Херсонським обласним фондом милосердя та здоров'я, Одеською обласною організацією «Комітету виборців України», Харківською правозахисною групою.
У лютому 2016 року ЧПГ була прийнята до складу Української Гельсінської спілки з прав людини.
В липні 2016 року Чугуївська правозахисна група заснувала газету «Правова ПОЗИЦІЯ», що здійснює інформування населення з правових питань на Харківщині. 
ЧПГ є членом Коаліції з протидії дискримінації в Україні, Громадського партнерства «За прозорі місцеві бюджети», Мережі правового розвитку. Організація також виступила одним із ініціаторів започаткування «Мережі антикорупційних центрів», яка працює у Харківській, Луганській та Донецькій областях.
У 2017 році Чугуївська правозахисна група була прийнята до «Харківської реформаторської коаліції».